# Obliterator
Obliterator è un videogioco di avventura arcade a scorrimento laterale, progettato da David H. Lawson e pubblicato da Psygnosis nel 1988 per Amiga, Atari ST, ZX Spectrum, Amstrad CPC, MSX e MS-DOS.

## Trama
Il protagonista è Drak, l'ultimo degli Obliteratori, esseri umani geneticamente potenziati e trasformati in incredibili macchine da combattimento, allo scopo di eseguire incarichi altrimenti inaffrontabili. Nello spazio della Federazione si materializza un sinistro incrociatore alieno, che annienta le difese della Federazione, lasciando la Terra vulnerabile e dirigendosi verso di essa. L'unica speranza rimasta per salvare il pianeta è quindi Drak che, convocato dalla Federazione, viene incaricato di utilizzare un prototipo di teletrasporto per infiltrarsi nell'incrociatore alieno. Armato di un disgregatore di particelle, di laser e di qualunque altro equipaggiamento utile riesca a reperire nella nave aliena, dovrà farsi strada tra i suoi ostili occupanti per neutralizzarne il potenziale offensivo, permettendone così la distruzione da parte della flotta umana, e cercando infine di fuggire a bordo di una navetta prima che ciò accada.

## Modalità di gioco
Il sistema di controllo è molto simile a quello di Barbarian. Sebbene possa essere usato il joystick per muoversi nelle quattro direzioni e fare fuoco, nelle versioni a 16 bit è possibile anche controllare il personaggio attraverso il mouse e le icone poste nella parte inferiore dello schermo, che è possibile cliccare e che rappresentano le direzioni di movimento e le azioni di attacco, raccolta oggetti, difesa, salto e utilizzo delle porte. È anche possibile attivare diversi comandi in sequenza, sebbene l'attivazione di più comandi troppo ravvicinati possa risultare ad azioni e movimenti indesiderati del personaggio.
L'astronave in cui si muove il personaggio è divisa in più livelli, ognuno collegato da una serie di ascensori. Ci sono alcune porte che conducono a diversi ponti su cui bisogna indagare, ma la maggior parte di questi non porta ad alcuna conseguenza, se non ad affrontare trappole, sistemi di difesa, droni e malvagi alieni dalle fattezze insettoidi, armati ed estremamente pericolosi. Uno scudo corporeo dalla resistenza limitata protegge il personaggio, alla cui distruzione sopraggiunge la morte.
Tre caratteristiche che distinguono questo gioco da altri simili nel suo periodo sono la presenza di alcuni punti di salvataggio, che hanno l'aspetto di scanner a grandezza d'uomo e che possono essere attivati una volta raggiunti dal personaggio, la mancata divisione in livelli e l'assenza di un boss finale.
Alla fine del gioco possono apparire due sequenze video diverse, a seconda che il personaggio abbia portato a termine la sua missione o che sia morto nel tentativo.

## Accoglienza
Amiga Reviews ha fornito una valutazione di 7/10 notando come Obliterator risulti particolarmente gradevole nonostante lo svolgimento del gioco ― esplorare la nave, evitare o distruggere gli alieni e trovare degli equipaggiamenti ― sia molto semplice e rimasto sostanzialmente invariato per molti anni nel panorama dei videogiochi.
La rivista Zzap! 25, di solito dedicata ai sistemi a 8 bit, recensì invece le versioni per Amiga e Atari ST, dando un giudizio complessivo dell'87%.
Obliterator è stato recensito da Computer Gaming World come un gioco di azione divertente e ben costruito, anche se non impegnativo come difficoltà. Il gioco è stato elogiato per l'utilizzo del punteggio non solo come valore arbitrario, ma anche per determinare il tempo rimanente all'eroe per fuggire.
C-lehti ha dato una valutazione di cinque stelle alla versione per Amiga e di dieci punti per musica, grafica, fattore di interesse e atmosfera. Secondo la recensione, il gioco mostra come il computer Amiga sia in grado di soddisfare le aspettative dei giocatori, utilizzando le capacità del computer in modo da rendere l'esperienza di gioco un intrattenimento visivo. La recensione rileva inoltre come il gioco sia relativamente facile da finire, ma lascia ancora ad intendere che fosse degno del suo prezzo. La possibilità di salvare uno stato del gioco su un disco è vista dagli autori come un miglioramento rispetto al videogioco precedente, Barbarian.

## Sviluppo
Nelle prime versioni, per Amiga e Atari ST, il codice è stato sviluppato da David H. Lawson, la grafica è stata realizzata da Garvan Corbett e Jim Ray Bowers, la colonna sonora è stata composta da David Whittaker, e la copertina è stata disegnata da Roger Dean.
Nel 1989 la software house australiana Melbourne House pubblicò la versione di Obliterator per ZX Spectrum, sviluppata da Paul Murray, Ed Knight e John Brennan della Icon Design.